# Paul Günther
Paul Günther (n. 24 octombrie 1882, Hannover, Reich-ul German – d. 13 februarie 1959, Duisburg, Germania) a fost un săritor în apă ce a reprezentat Germania, medaliat olimpic. A participat la o ediție a Jocurilor Olimpice (1912) în care a câștigat o medalie de aur.

## Participări
Lista de mai jos prezintă principalele competiții la care a participat Paul Günther de-a lungul carierei.
- diving at the 1912 Summer Olympics – men's 3 metre springboard[*]